# 사랑의 동명왕
"사랑의 동명왕"은 1962년 공개된 대한민국의 영화이다.

## 배역
- 신영균 : 동명성왕(주몽) 역
- 문정숙 : 예랑 역
- 박석희
- 김승호 : 금와왕 역
- 황정순 : 유화부인 역
- 박암
- 허장강 : 동궁 역
- 박노식
- 강미애
- 윤일봉
- 이민자
- 박금희
- 한유정